# Folk-Lore Castellano
El Folk-Lore Castellano fue una sociedad folclorista española fundada en 1883, con sede en Madrid.

## Historia
Fue una de las diversas sociedades folcloristas de carácter regional surgidas en España a finales del siglo xix, durante la Restauración. Con sede en Madrid y promovida por Eugenio Olavarría y Huarte y Antonio Machado y Álvarez, inició sus actividades el 28 de noviembre de 1883. Geográficamente pretendería abarcar las regiones de Castilla la Vieja y Castilla la Nueva.
Fue presidida por Gaspar Núñez de Arce. Estaba organizada internamente, de forma nominal, en diversas secciones de saber popular: «literario», en la que figuraban los nombres del propio Núñez de Arce, Rodrigo Amador de los Ríos, Alfredo Calderón, Eugenio Olavarría y Huarte, Francisco Martín Arrua, Alfredo Escobar y Hermenegildo Giner de los Ríos; «jurídico», con Gumersindo de Azcárate, Gabriel Rodríguez, Joaquín Costa, Agustín Ondovilla, Aniceto Sola, Germán Flores y Jacobo Laborda y López; «de Bellas Artes», con Gabriel Rodríguez, José Inzenga, Manuel Bartolomé Cossío y José Ontañón; «botánico» con Máximo Laguna, Blas Lázaro, Romualdo G. Fragoso y José Madrid; «zoológico», con Ignacio Bolívar, José Gogorza y Romualdo G. Fragoso; otra de «geología», con Antonio Machado y Núñez, José Macpherson y Salvador Calderón; «matemático», con Angelo García, José Lledó, Eulogio Jiménez, Baltasar Ortiz de Zárate y Leopoldo Ascensión; «pedagógico», con Francisco Giner de los Ríos, José Caso, Joaquín Sama, Manuel Bartolomé Cossío, Ricardo Rubio, Antonio Sendras y Burín; «físico-químico», con Laureano Calderón, Pascual Vincent y Francisco Quiroga; otra «geográfico», con Cesáreo Fernández Duro, Joaquín Costa y Rafael Torres Campos; y «médico», con Federico Rubio, Alberto Giner, Eugenio Gutiérrez, José Ferreras, Martín Frías y Andrés Solís.